# Aris Arad
Aris Arad este o companie producătoare de mașini-unelte acționate electric și vagoane din România.
Înainte de 1990 compania se numea Întreprinderea de Mașini-Unelte din Arad (IMUA), iar după 1990 pentru o vreme s-a numit Strungul Arad.
Compania a fost privatizată în 2002, pachetul majoritar de 93,4% de acțiuni fiind preluat de Astra Comind, acționar majoritar și la Astra Călători Arad.
În anul 2005, Consiliul Concurenței a obligat Aris Arad să returneze statului român, cu dobândă, ajutorul de stat de 280 de miliarde de lei vechi acordat pentru salvarea fabricii, considerându-se că fusese alocat ilegal.
În anul 2009, o parte din întreprindere a fost cumpărată de grupul Astra Vagoane, iar cealaltă parte a fost vândută de fostul proprietar unor dezvoltatori imobiliari israelieni (Oberon Equity), pentru construirea de blocuri de locuințe cu 14 etaje, cele mai înalte în municipiul Arad.
Număr de angajați în 2006: 600
Cifra de afaceri:
- 2006: 6,1 milioane lei (circa 1,9 milioane euro)[1]
- 2005: 14,4 milioane lei[5]